# Тольйос
Тольйос (валенс. Tollos, ісп. Tollos) — муніципалітет в Іспанії, у складі автономної спільноти Валенсія, у провінції Аліканте. Населення — 30 осіб (2022).
Муніципалітет розташований на відстані близько 350 км на південний схід від Мадрида, 49 км на північ від Аліканте.

## Демографія
2017 року цей населений пункт було визнано таким, що має найстаріше населення в всій провінції: 62 % з усіх жителів села є пенсіонерами.
Динаміка населення (INE ):